# Jan Dubrawski
Jan Dubrawski herbu Sas (zm. 7 listopada 1577 roku) – miecznik lwowski w latach 1553-1577.
Poseł na sejm krakowski 1553 roku z ziemi kołomyjsko-śniatyńskiej. Poseł na sejm 1570 roku z ziemi trembowelskiej.